# Saint-Jeoire
Saint-Jeoire este o comună în departamentul Haute-Savoie din sud-estul Franței. În 2009 avea o populație de 3.163 de locuitori.

## Evoluția populației
| An        | 1975  | 1982  | 1990  | 1999  | 2006  | 2009  |
| --------- | ----- | ----- | ----- | ----- | ----- | ----- |
| Populație | 1.865 | 1.896 | 2.209 | 2.749 | 3.080 | 3.163 |